# Limenitis fugela
Limenitis fugela är en fjärilsart som beskrevs av Hans Fruhstorfer 1915. Limenitis fugela ingår i släktet Limenitis och familjen praktfjärilar. Inga underarter finns listade i Catalogue of Life.